# 쓰노정 (야마구치현)
쓰노정(都濃町)은 야마구치현 쓰노군에 있던 정이다. 현재의 구다마쓰시, 슈난시에 해당한다.

## 역사
- 1954년 11월 1일 - 스스마촌, 나카즈촌, 나가호촌이 합병해 성립하였다.
- 1955년 7월 20일 - 스가네촌의 일부와 합병해, 새로운 쓰노정이 성립하였다.
- 1966년 1월 1일 - 도쿠야마시에 편입, 동일 쓰노정은 폐지되었다.

## 참고문헌
- 角川日本地名大辞典 35 山口県